# Арльберзький автомобільний тунель
А́рльберзький автомобільний тунель — автомобільний тунель в Австрії, у Східних Альпах, що пролягає під гірським масивом Арльберг, сполучаючи місто Санкт-Антон-ам-Арльберг у землі Тіроль та селище Ланген-ам-Арльберг у землі Форарльберг. Через тунель пролягає траса S16 з Тіролю до Форарльбергу. Будучи завдовжки 13,976 км, цей автомобільний тунель є найдовшим в Австрії.
На момент відкриття в 1978 році став найдовшим автотунелем у світі, доки 1980 року у Швейцарії не було відкрито Готтардський автомобільний тунель завдовжки 16,942 км. У 2018 році через тунель пройшло понад 1,9 млн транспортних засобів. Найглибше місце тунелю розташоване на глибині 850 м під горою. Над будівництвом тунелю працювало 1 200 осіб.
Тунель пов'язаний евакуаційними ходами із Арльберзьким залізничним тунелем, що завдовжки 10,2 км, побудованим у 1880—1884 рр., через який пролягає електрифікована залізнична колія.